# Taylor Takata
Taylor Takata (Honolulu, 6 de abril de 1982) es un deportista estadounidense que compitió en judo. Ganó dos medallas de oro en el Campeonato Panamericano de Judo, en los años 2001 y 2002.

## Palmarés internacional
| Campeonato Panamericano | Campeonato Panamericano         | Campeonato Panamericano | Campeonato Panamericano |
| Año                     | Lugar                           | Medalla                 | Categoría               |
| ----------------------- | ------------------------------- | ----------------------- | ----------------------- |
| 2001                    | Córdoba (Argentina)             | Medalla de oro          | –60 kg                  |
| 2002                    | Santo Domingo (Rep. Dominicana) | Medalla de oro          | –60 kg                  |